# Ulrich Draugelates
Ulrich Draugelates (* 5. Juli 1934 in Stettin; † 24. Januar 2008 in Goslar) war ein deutscher Maschinenbauer.

## Leben und Werk
Draugelates studierte von 1955 bis 1963 Maschinenbau an der Technischen Universität Hannover, wo er 1967 promovierte.
Nach einigen Jahren industrieller Tätigkeit in der Wirtschaftsforschung bei Krupp in Essen folgte 1972 eine Anstellung am Institut für Angewandte Materialforschung der Fraunhofer-Gesellschaft in Bremen. 1978 ging er für kurze Zeit zur DECHEMA im Bereich Forschungsplanung und -verwaltung.
Im Jahre 1979 erhielt er einen Ruf an die Technische Universität Clausthal, wo er die Leitung des Instituts für Schweißtechnik und Trennende Fertigungsverfahren übernahm. Hier blieb er bis zu seinem Ruhestand 2002.
Er war Mitglied zahlreicher wissenschaftlicher Vereinigungen und Sprecher der Sonderforschungsbereiche „Fertigen in Feinblech“ und „Magnesiumtechnologie“. Draugelates war Vorsitzender des Wissenschaftlichen Rates der Arbeitsgemeinschaft industrieller Forschungsvereinigungen „Otto von Guericke“ (AiF) und weiterer wissenschaftlicher Gesellschaften; er leitete den Ausschuss „Werkstoffe und Konstruktion im Chemie-Apparatebau“ der DECHEMA und war dort Vorstandsmitglied. An der TU Clausthal war er zudem von 1996 bis 1999 Prorektor für Forschung und Hochschulentwicklung.
Draugelates setzte sich für das Technion – Israel Institute of Technology ein, war 1982 Gründungsmitglied der Deutschen Technion-Gesellschaft und seit 1995 deren stellvertretender Vorsitzender. 2002 wurde er zum Ehrenmitglied des Technions ernannt.
Draugelates erhielt zahlreiche Preise und Auszeichnungen. Für außerordentliche Leistungen um die Entwicklung der Werkstoff- und Apparatetechnik wurde er u. a. mit der DECHEMA-Medaille ausgezeichnet.